# Hepburn (Iowa)
Hepburn és una població dels Estats Units a l'estat d'Iowa. Segons el cens del 2000 tenia 39 habitants.

## Demografia
Segons el cens del 2000, Hepburn tenia 39 habitants, 15 habitatges, i 10 famílies. La densitat de població era de 251 habitants/km².
Dels 15 habitatges en un 40% hi vivien nens de menys de 18 anys, en un 53,3% hi vivien parelles casades, en un 13,3% dones solteres, i en un 33,3% no eren unitats familiars. En el 13,3% dels habitatges hi vivien persones soles el 13,3% de les quals corresponia a persones de 65 anys o més que vivien soles. El nombre mitjà de persones vivint en cada habitatge era de 2,6 i el nombre mitjà de persones que vivien en cada família era de 3.
Per edats la població es repartia de la següent manera: un 28,2% tenia menys de 18 anys, un 10,3% entre 18 i 24, un 15,4% entre 25 i 44, un 30,8% de 45 a 60 i un 15,4% 65 anys o més.
L'edat mediana era de 44 anys. Per cada 100 dones de 18 o més anys hi havia 100 homes.
La renda mediana per habitatge era de 22.500 $ i la renda mediana per família de 10.833 $. Els homes tenien una renda mediana de 28.125 $ mentre que les dones 26.250 $. La renda per capita de la població era de 13.629 $. Entorn del 37,5% de les famílies i el 32,1% de la població estaven per davall del llindar de pobresa.

## Poblacions més properes
El següent diagrama mostra les poblacions més properes.